# Novoivankivka, Novomîkolaiivka
Novoivankivka (în ucraineană Новоіванківка) este localitatea de reședință a comunei Novoivankivka din raionul Novomîkolaiivka, regiunea Zaporijjea, Ucraina.

## Demografie
Componența lingvistică a localității Novoivankivka
     Ucraineană (93,9%)
     Rusă (4,77%)
     Alte limbi (0,27%)
Conform recensământului din 2001, majoritatea populației localității Novoivankivka era vorbitoare de ucraineană (93,9%), existând în minoritate și vorbitori de rusă (4,77%).